# MIM-72 Чапарал
MIM-72 Чапарал е американски зенитно-ракетен комплекс, произвеждан през Студената война и изтеглен от употреба в американската армия през 1998. Ракетите са преработен вариант на авиационните ракети клас „въздух-въздух“ AIM-9 Сайдуиндър, използвана от десетки западни изтребители. Шасито на установката е създадено на базата на бронетранспортьора М113. Максималният обсег на ракетата е 6 км с таван до 3 км. Бойната глава е с тегло 11 кг експлозив. Подобни съветски системи са 9К31 Стрела-1 и 9К35 Стрела-10. На въоръжение е в Египет, Еквадор, Израел, Мароко, Португалия, Тайван, Тунис и Чили.